# Hebius sanguineus
Hebius sanguineus (кемеронський вуж) — вид змій родини полозових (Colubridae). Ендемік Малайзії.

## Поширення і екологія
Кемеронські вужі відомі з типової місцевості, розташованої в нагір'ї Кемерона на Малайському півострові, на висоті 1450 м над рівнем моря. Можливо, вони також зустрічаються в інших частинах гір Тенассерім. Кемеронські вужі живуть в гірських тропічних лісах, поблизу боліт, озер і струмків.